# جائزة الفارابي الدولية
جائزة الفارابي الدولية هي جائزة تمنح سنويًا وزارة العلوم والبحث والتقنية الإيرانية للأفراد الذين قدموا مساهمات بارزة في العلوم الإنسانية. الفائزون بجائزة الفارابي يصبحون أعضاء في مؤسسة النخب الوطنية الإيرانية.

## الفائزون المتميزون
- إيراج أفشار
- فتح الله مجتبى [الإنجليزية]
- ويليام شيتيك
- ويلفرد مادلونج (2013)
- كارل دبليو إرنست
- حامد الجار [الإنجليزية]
- جعفر شهيدي [الإنجليزية]
- غلام حسين إبراهيمي ديناني
- بيروز مجتهد زاده [الإنجليزية]
- مصطفى محقق داماد [الإنجليزية]
- شارل هنري دي فوشيكور
- مايكل كوك (مؤرخ)
- ريتشارد ن. فراي
- أبوذر فتاحي زاده
- غاري ليجينهاوزن
- عبد الله جوادي أمولي
- رضا داوري أردكاني
- مهدي محقق
- أحمد سامعي جيلاني [الإنجليزية]
- حامد أحمدي (مؤرخ)
- مهدي فدائي مهراباني [الإنجليزية]
- مرتضى شريف العسكري
- هيرمان لاندولت
- صادق آينيوند
- عزت الله فولادوند
- غلام حسين مصاحب [الإنجليزية]
- محمد علي إسلامي نودوشان
- فرانك هول [الإنجليزية]
- جواد طباطبائي

## روابط خارجية
- الموقع الرسمي